# Вирок (оповідання)
«Вирок» (нім. Das Urteil) — оповідання Франца Кафки, яке він написав 1912 року, про взаємини між сином та його батьком.

## Сюжет
Розповідь починається з того, що молодий торговець, Ґеорґ Бендеманн, сидить у своїй кімнаті й пише листа своєму дорогому другові в Росії, який покинув своє рідне місто за кілька років до того, щоб завести бізнес на чужині. Спочатку торгівля йшла добре, але потім розладналася. Ґеорґ пише, щоб сказати своєму другові серед іншого, що він заручений і скоро одружується з Фрідою Бранденфельд.
Ґеорґ довго сидить з цим листом у себе в кімнаті, але потім виходить зі своєї задумливості й вирішує зазирнути до свого батька. Він повідомляє батькові, що тільки що написав листа своєму другові, у якому повідомив про майбутній шлюб. Батько ставить під сумнів існування синового друга в Росії і тоді Ґеорґ змінює тему. Він починає говорити про слабке здоров'я батька і що тому варто поберегти себе. Батько звинувачує Ґеорґа, що той брехав йому про бізнес. Починає стверджувати, що смерть його дружини (матері Ґеорґа) вдарила по ньому сильніше, ніж по Ґеорґові.
Ґеорґ наполягає на тому, щоб батько полежав у ліжку спокійно деякий час. Через це батько звинувачує Ґеорґа, що той хоче його смерті. Більш того, він визнає, що знає синового друга. Він примушує Ґеорґа відчувати себе жахливо, припускаючи, що Ґеорґ ігнорував його відтоді як той переїхав у Росію. Батько не цінує любові і турботи Ґеорґа, наполягаючи, що може подбати про себе сам. Ґеорґ забивається в кут, злякавшись батька і його різких слів.
Батько звинувачує Ґеорґа в егоїзмі і, нарешті, засуджує його до «смерті від утоплення». Ґеорґ відчуває, що батько хоче вигнати його з кімнати. Він біжить від свого будинку через дорогу до води. Перекидається через поруччя і падає, напевно це означає його смерть.

## Контекст
Франц Кафка написав «Вирок» («Das Urteil») у 29 років. За п'ять років до того Кафка закінчив вивчати право в Університеті Карла-Фердинанда і змінив після цього кілька професій, включаючи роботу на страхову компанію і заснування азбестової фабрики зі своїм дівером, Карлом Германом.
Кафка написав «Вирок» в один присід 22 вересня 1912 року. В пізніших працях він описав творчий порив під час написання «Вироку» як «повне розкриття душі і тіла», а також заявив, що «розповідь з'явилася як справжнє народження, покрите брудом і слизом». Кафка розглядав оповідання як «один з найбільш успішних і досконалих літературних творів», які він зміг написати в «напів-непритомному стані душі». Кафка був у неймовірному захопленні після роботи, і поговорив зі своїм добрим другом, Максом Бродом, який відредагував і опублікував багато з його творів. «Вирок» з'явився 1913 року в літературному щорічнику «Аркадія». Оповідання було присвячене «Міс Феліче Бауер», яку він зустрів незадовго до написання, в наступних виданнях просто «для Ф.». Брод зазначив у своїй біографії, що ім'я головного героя, Джордж Бендеманн, відсилає до Кафки (Франц як і Георг писав багато листів, а звучання Бенде нагадує Кафка), а ім'я згаданої нареченої відсилає до Феліче: Фріда Бранденфельд має ті ж ініціали, ім'я Фріда містить стільки ж літер, як і Феліче, «Бранден» може мати стосунок до Бранденбурга в Берліні, де жила Феліче, «feld» (field) має стосунок до «Bauer» (фермер).
До написання твору привело кілька основних стимулів, які можна простежити до подій приблизно на час створення. У той час Кафка займався своїм бізнесом і йому дошкуляло те, що необхідний для цієї роботи час обмежував його літературну творчісність. Цей конфлікт надихнув на створення персонажа Георга Бендеманна, головного героя «Вироку».

## Тлумачення
Тлумачення оповідання Кафки перебувають у широкому діапазоні від проведення простих паралелей між життям Георга і Кафки до більш складних уявлень щодо самого поняття вироку. Гайнц Політцер, наприклад, розглядає розповідь як спосіб, з допомогою якого Кафка досліджує власні думки про свій роман з Феліцією Бауер, наводячи як доказ заплановане весілля Георга і Кафки. Він стверджує, що розірвані відносини між Георгом і його другом представляли холостяцьке життя Георга, а отже й Кафки, якому невдовзі доведеться розлучитися.
Герберт Таубер, з іншого боку, розглядав розповідь як коментар щодо конфлікту між двома окремими світами, який проявився через конфлікт між батьком і сином. Світ сина це світ «життєвого існування, в якому правлять імовірність і передумовленість», а батька-це світ, в якому кожен крок має неоціненне значення, оскільки його роблять перед горизонтом абсолютних покликань у дорогу".
Між тим, Рассел Берман розглядає оповідання як дискурс про природу вироку загалом, визнаючи його зображення в ній як слабке і нелогічне, але водночас необхідне. Він також вважає, що такий стан суспільства, який запропоновано в цій історії, сприятиме деградованим формам письма і, більш нав'язливо, розвивати максимальну готовність виконувати замовлення, не піклуючись про наслідки.
Берман також вказує на те, що бажання Георга обґрунтувати, чому він не хоче запросити свого віддаленого друга на своє весілля, є результатом сумнівів, які не хоче бачити, але за які все-одно тримається. Він зазначає, що Кафка дотримується тієї самої методології вивчення людської психіки, аналізуючи мотиви дій і думок, як і знамениті мислителі Фрідріх Ніцше та Зигмунд Фрейд.
В сюжеті оповідання вигнаний друг в Росії має значний вплив на інших персонажів: Георга, його батька і його наречену, Фріду. У своїх щоденниках Кафка писав, що друг-це найсильніший зв'язок між Георгом і його батьком, бо саме через цю ланку батько здатний утвердити себе як Pater familias і ворога свого сина і що Георг здатний смиренно прийняти його як такого. Кафка йде далі й визнає, що наречена існує, в побіжному сенсі, тільки через зв'язок батько-син, створений цим відсутнім втікачем.

## Переклад
Практично нездоланна проблема, з якою стикається перекладач — це як боротися з навмисним використання автором неоднозначних термінів або слів, які мають кілька значень. Наприклад, Кафка використовує німецький іменник Verkehr в останньому реченні. Verkehr може означати або рух або контакт як у соціальному так в сексуальному сенсі. Речення можна перекласти так: «у цей момент нескінченний потік трафіку рухався через міст». Додаткової ваги до очевидного подвійного сенсу Verkehr додає зізнання Кафки своєму другові та біографові Максу Броду, що коли він писав той останній рядок, то думав про «шалене сім'явипорскування».

## Українські переклади
- Франц Кафка: Перетворення. Переклад з німецької Івана Кошелівця. Львів: Літературна аґенція Піраміда. 2005. ISBN 966-8522-28-1. (завантажити e-book з Chtyvo.org [Архівовано 13 квітня 2017 у Wayback Machine.])